# Басейн відпрацьованого палива

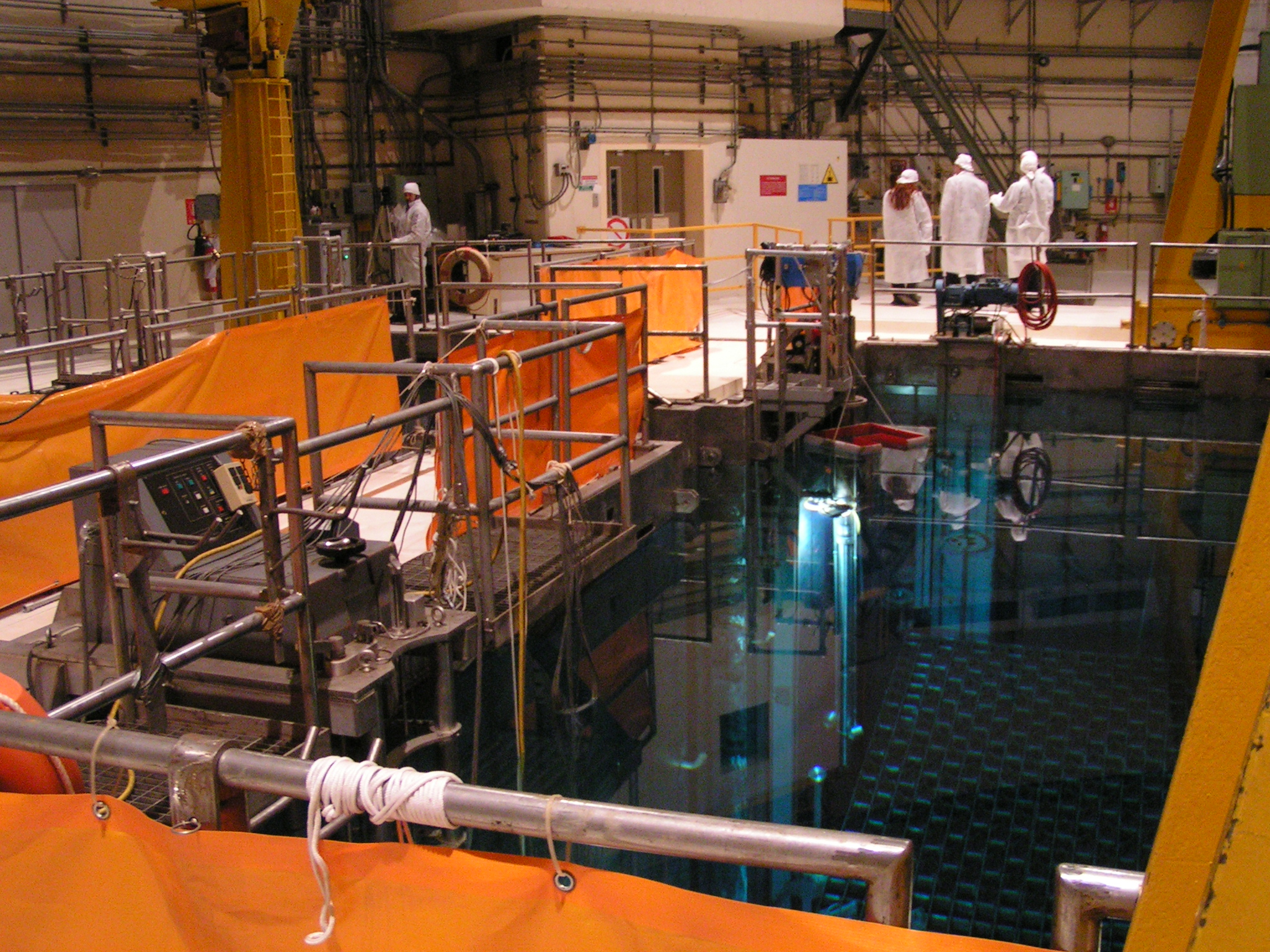
Приклад басейну відпрацьованого палива зупиненої атомної електростанції Каорсо. Цей басейн не містить великої кількості матеріалу.

Басейни відпрацьованого палива (англ. Spent fuel pools) (SFP) — це басейни для зберігання (або «ставки» у Великобританії) для відпрацьованого палива ядерних реакторів. Зазвичай вони мають 40 або більше футів (12 м) глибиною, з дном 14 футів (4,3 м), обладнаним стелажами для зберігання паливних збірок, вилучених з реакторів. Місцевий басейн реактора спеціально розроблений для реактора, в якому використовувалося паливо, і розташований на місці реактора. Такі басейни використовуються для короткочасного охолодження твелів. Це дозволяє короткоживучим ізотопам розпадатися і таким чином зменшує іонізуюче випромінювання та тепло розпаду, що виходить із стрижнів. Вода охолоджує паливо і забезпечує радіологічний захист від його випромінювання.
Басейни також існують на майданчиках, віддалених від реакторів, для довгострокового зберігання, наприклад, у Незалежному сховищі відпрацьованого ядерного палива (ISFSI), розташованому на Morris Operation, або як виробничий буфер на 10-20 років перед тим, як відправити на повторну обробку чи зберігання в сухих контейнерах.
Хоча лише близько 6 м., води необхідна для підтримки рівнів радіації нижче прийнятних рівнів, додаткова глибина забезпечує запас безпеки та дозволяє маніпулювати паливними збірками без спеціального екранування для захисту операторів.

## Операція

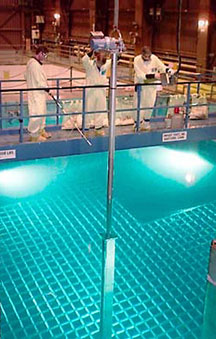
Басейн відпрацьованого палива

Приблизно від чверті до третини загального паливного навантаження реактора видаляється з активної зони кожні 12-24 місяці та замінюється свіжим паливом. Відпрацьовані паливні стрижні створюють інтенсивне тепло та небезпечне випромінювання, яке необхідно стримувати. Паливо переміщується з реактора та маніпулюється ним у басейні, як правило, за допомогою автоматизованих систем обробки, хоча деякі ручні системи все ще використовуються. Пучки палива, щойно вийшли з активної зони, зазвичай відокремлюються протягом кількох місяців для початкового охолодження, а потім сортуються в інші частини басейну для очікування остаточної утилізації. Металеві стелажі утримують паливо в контрольованому положенні для фізичного захисту, а також для зручності відстеження та перегрупування. Стелажі високої щільності також містять бор-10, часто як карбід бору (Метамік, Борафлекс, Борал, Тетрабор і Карборунд ) або інший матеріал, що поглинає нейтрони, для забезпечення підкритичності. Якість води суворо контролюється, щоб запобігти погіршенню якості палива або його оболонки. Це може включати моніторинг води на предмет забруднення актиноїдами, що може свідчити про витік паливного стрижня. Чинні правила в Сполучених Штатах дозволяють перегруповувати відпрацьовані стрижні таким чином, щоб можна було досягти максимальної ефективності зберігання.

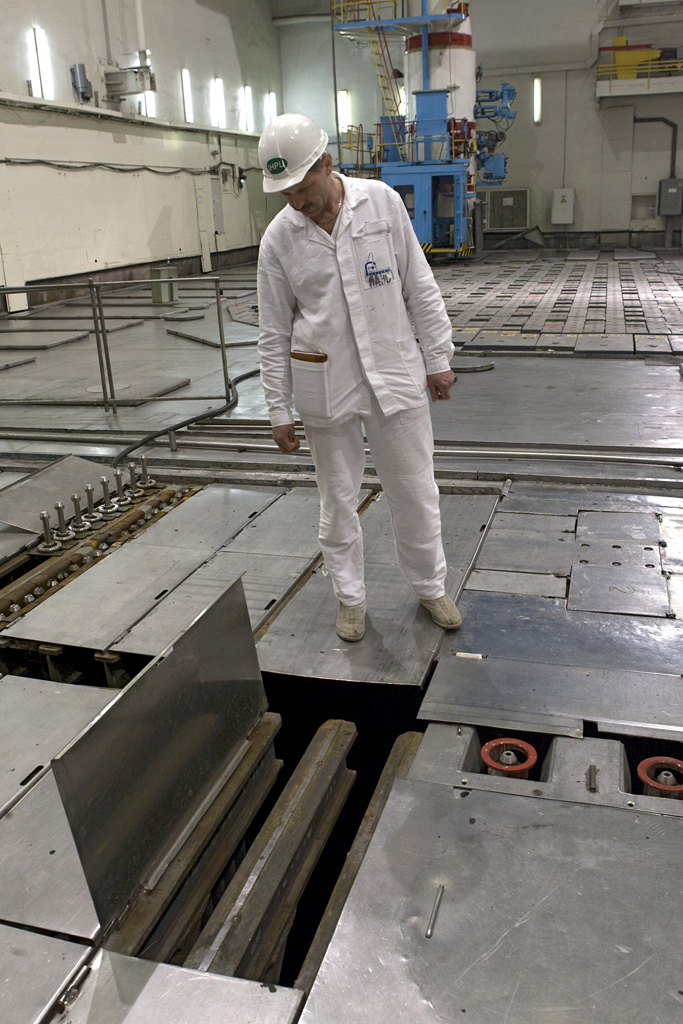
Робітник оглядає водойму для зберігання відпрацьованих паливних стрижнів на Ленінградській атомній електростанції в Сосновому Бору.

Максимальна температура пучків відпрацьованого палива значно знижується між двома і чотирма роками, і менше від чотирьох до шести років. Вода паливного басейну безперервно охолоджується для видалення тепла, що виділяється відпрацьованими тепловиділяючими збірками. Насоси циркулюють воду з басейну відпрацьованого палива до теплообмінників, а потім назад у басейн відпрацьованого палива. Температура води в нормальних умовах експлуатації тримається нижче 50 °C (120 °F). Радіоліз, дисоціація молекул під дією випромінювання, викликає особливе занепокоєння у вологому зберіганні, оскільки вода може бути розщеплена залишковою радіацією, а газоподібний водень може накопичуватися, що збільшує ризик вибуху. З цієї причини повітря в приміщеннях басейнів, а також вода повинні постійно контролюватися та оброблятися.

## Інші можливі конфігурації
Замість того, щоб керувати інвентарем пулу, щоб звести до мінімуму можливість подальшої активності поділу, Китай будує ядерний реактор потужністю 200 МВт, який працюватиме на використаному паливі з атомних електростанцій для вироблення технологічного тепла для централізованого опалення та опріснення. По суті SFP працював як глибоководний реактор; він працюватиме при атмосферному тиску, що знизить інженерні вимоги до безпеки.
Інші дослідження передбачають подібний реактор малої потужності з використанням відпрацьованого палива, де замість обмеження виробництва водню за допомогою радіолізу його заохочують додаванням каталізаторів та поглиначів іонів у охолоджуючу воду. Потім цей водень буде видалено для використання в якості палива.

## Ризики

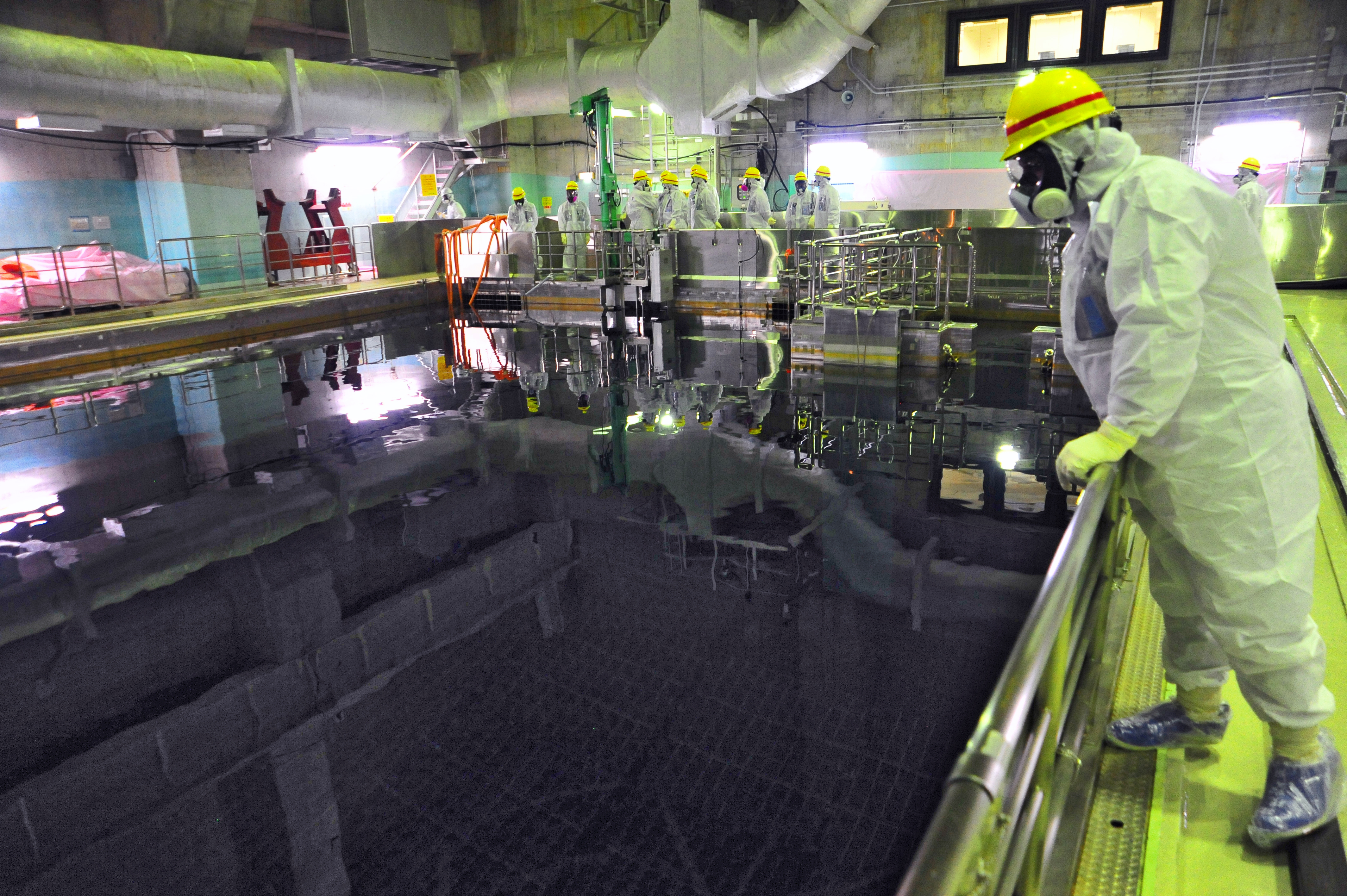
Басейн перевірено МАГАТЕ після ядерної катастрофи на Фукусімі.

Спостерігалося, що матеріали, що поглинають нейтрони, у басейнах відпрацьованого палива з часом сильно деградують, зменшуючи запаси безпеки для підтримки підкритичності; крім того, було показано, що методика вимірювання на місці, яка використовується для оцінки цих поглиначів нейтронів (борний датчик площі щільності для оцінки стелажів, або BADGER), має невідомий ступінь невизначеності.
У разі тривалої перерви охолодження через аварійні ситуації вода в басейнах відпрацьованого палива може википіти, що може призвести до викиду радіоактивних елементів в атмосферу.
Під час землетрусу магнітудою 9, який стався на атомних станціях у Фукусімі в березні 2011 року, три басейни відпрацьованого палива знаходилися в пошкоджених будівлях і, як було видно, викидали водяну пару. NRC США неправильно заявив, що басейн реактора 4 википів досуха — це було спростовано в той час урядом Японії та визнано неправильним під час наступної перевірки та вивчення даних.
За словами фахівців з безпеки атомних станцій, ймовірність критичності у басейні відпрацьованого палива дуже мала, зазвичай її можна уникнути шляхом розосередження паливних збірок, включення поглинача нейтронів у стелажі для зберігання та загалом через те, що відпрацьоване паливо занадто низький рівень збагачення для самопідтримки реакції поділу. Вони також стверджують, що якщо вода, що покриває відпрацьоване паливо, випаровується, немає елемента, який би дозволив ланцюгову реакцію сповільненням нейтронів.
За словами д-ра Кевіна Кроулі з Комітету ядерних і радіаційних досліджень, «успішні терористичні атаки на басейни відпрацьованого палива можливі, хоча й складні. Якщо атака призведе до розповсюдження пожежі цирконієвої оболонки, це може призвести до викиду великої кількості радіоактивного матеріалу». Після терактів 11 вересня 2001 року Комісія з ядерного регулювання вимагала від американських атомних станцій «захищати з високою гарантією» від конкретних загроз, пов’язаних із певною кількістю та можливостями нападників. Від заводів також вимагали «збільшити кількість офіцерів безпеки» та покращити «контроль доступу до об’єктів».
У 2010 році водолаз, який обслуговував басейн відпрацьованого палива на Лейбштадтській атомній електростанції (KKL), зазнав опромінення, яке перевищувало встановлені законом річні ліміти дози, після того, як мав справу з невстановленим об’єктом, який пізніше було ідентифіковано як захисну трубку за допомогою радіаційного монітора в активній зоні реактора., зроблений високорадіоактивним потоком нейтронів. Водолаз отримав дозу ураження рук близько 1000 мЗв, що вдвічі перевищує встановлену законом межу в 500 мЗв. За словами представників KKL, дайвер не зазнав довготривалих наслідків аварії.